# Lohuecotitan
Lohuecotitan pandafilandi is een plantenetende sauropode dinosauriër, behorend tot de Titanosauria, die tijdens het late Krijt leefde in het gebied van het huidige Spanje.

## Vondst en naamgeving
In 2007 werd een grote vindplaats van sauropode botten ontdekt bij Lo Hueco in Cuenca. Zo'n tienduizend beenderen werden opgegraven, waarvan 87% van titanosauriërs. Het beenderbed schijnt in een enkele overstroming te zijn afgezet.

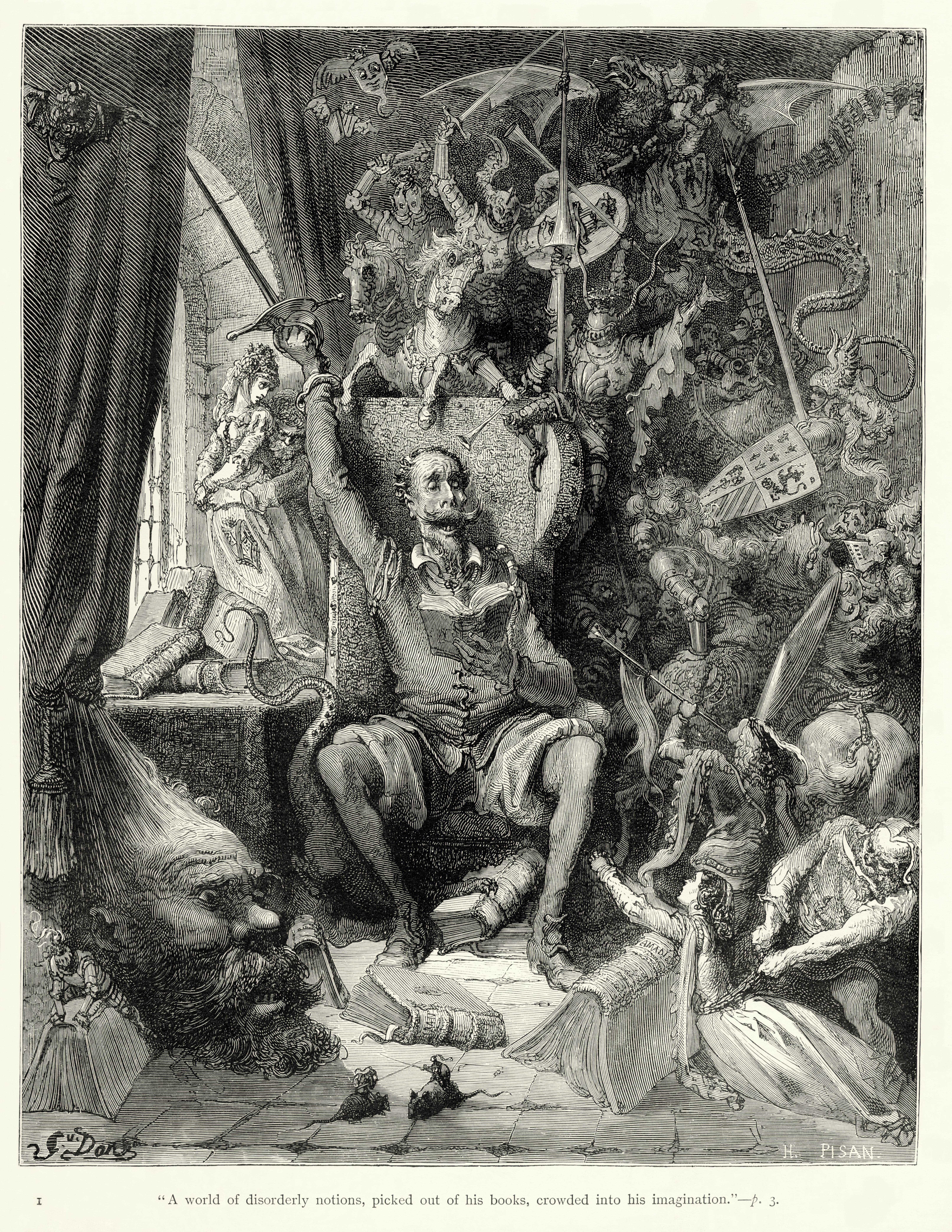
Don Quichot met linksonder het afgehouwen hoofd van Pandafilando

In 2016 werd de typesoort Lohuecotitan pandafilandi benoemd en beschreven door Verónica Díez Díaz, Pedro Mocho, Adrián Páramo, Fernando Escaso, Fátima Marcos-Fernández, José Luiz Sanz en Francisco Ortega. De geslachtsnaam verbindt de naam van de vindplaats met Titaan. De soortaanduiding verwijst naar de reus Pandafilando de la fosca vista uit de roman El ingenioso hidalgo don Quixote de la Mancha, in het Nederlands beter bekend als Don Quichot, van Miguel de Cervantes van wie in 2016 de vierhonderdste sterfdag herdacht werd.
Het holotype, HUE-EC-01, is gevonden in een laag van de Villalba de la Sierra-formatie die dateert uit het Campanien-Maastrichtien, ongeveer zeventig miljoen jaar oud. Het bestaat uit een gedeeltelijk skelet zonder schedel. Bewaard zijn gebleven: drie halswervels, zes ruggenwervels, delen van de sacrale wervels, twintig staartwervels, ribben, chevrons, een linkerellepijp, beide zitbeenderen, een linkerschaambeen en een rechterachterpoot minus de voet. De beenderen lagen niet in verband, maar wel min of meer in positie.

## Beschrijving
Lohuecotitan is een vrij grote sauropode, tussen de vijftien en twintig meter lang, afhankelijk van de op zich niet bekende neklengte.
De beschrijvers wisten enkele onderscheidende kenmerken vast te stellen. Zes daarvan zijn autapomorfieën, unieke afgeleide eigenschappen. De ruggenwervels hebben slechts een korte richel op de achterkant van het doornuitsteeksels, verbreed aan het bovenste uiteinde, waarvan de aanhechtingsvlakken voor de verbindende pezen relatief glad zijn. Bij de voorste staartwervels vervloeit de richel tussen het voorste gewrichtsuitsteeksel en het doornuitsteeksel onderaan met de onderzijde van de richel op de voorkant van het doornuitsteeksel; evenzo vervloeit de richel tussen het achterste gewrichtsuitsteeksel en het doornuitsteeksel onderaan met de onderzijde van de richel op de achterkant van het doornuitsteeksel. De voorste staartwervels hebben op het doornuitsteeksel richels op de voorkant en achterkant met schuin naar boven gerichte uitsteeksels, zodanig dat de twee punten in zijaanzicht samen een V-vormige structuur tonen. De doornuitsteeksels van de voorste staartwervls hebben in dwarsdoorsnede het profiel van een Grieks kruis. De middelste staartwervels hebben aan de bovenrand van hun achterste gewrichtsfacet twee verruwingen die doorlopen over de bovenkant van het wervellichaam. De bovenste takken van de haemaalbogen zijn bovenaan ieder verdeeld in een voorste en achterste facet, gescheiden door een opvallende inkeping overdwars.
Verder is er, mede in samenhang met de autapomorfieën, een unieke combinatie van twee op zich niet unieke kenmerken. Zowel de voorste als de middelste ruggenwervels hebben achterste richels onder de zijuitsteeksels lopen die aan hun bovenzijde en achterzijde verbreed zijn, een kenmerk gedeeld met Saltasaurus. Bij het dijbeen bevindt zich een bult tussen de trochanter anterior en het bovenste zijvlak, net als bij Jainosaurus.
De voorste halswervels hebben slechts ondiepe pleurocoelen. De ellepijp is robuust. Het darmbeen is gepneumatiseerd. Bij de staartwervels zijn de raakvlakken tussen de gewrichtsuitsteeksels meer dan 40° naar achteren en beneden gericht.

## Fylogenie
Lohuecotitan is door de beschrijvers binnen de Titanosauria in de Lithostrotia geplaatst, boven Malawisaurus in de stamboom. De relatie met andere even afgeleide lithostrotiërs, zijnde Opisthocoelicaudia, Alamosaurus, Trigonosaurus, de Saltasaurinae en de Nemegtosauridae, kon niet worden bepaald. Lohuecotitan bevestigt dat er zich op het eind van het Krijt een rijke radiatie aan titanosauriërs voordeed op de Europese eilanden Iberia en Armorica.
De studie uit 2017 leverde het volgende kladogram op;
|  | Neuquensaurus australis |
|  |                         |
|  | Saltasaurus loricatus   |
|  |                         |

|  | Rapetosaurus krausei                                                        |
|  |                                                                             |
|  | \| \| Isisaurus colberti \| \| \| \| \| \| Tapuiasaurus macedoi \| \| \| \| |
|  |                                                                             |
|  | Isisaurus colberti                                                          |
|  |                                                                             |
|  | Tapuiasaurus macedoi                                                        |
|  |                                                                             |

|  | Isisaurus colberti   |
|  |                      |
|  | Tapuiasaurus macedoi |
|  |                      |

|  | Neuquensaurus australis |
|  |                         |
|  | Saltasaurus loricatus   |
|  |                         |

|  | Rapetosaurus krausei                                                        |
|  |                                                                             |
|  | \| \| Isisaurus colberti \| \| \| \| \| \| Tapuiasaurus macedoi \| \| \| \| |
|  |                                                                             |
|  | Isisaurus colberti                                                          |
|  |                                                                             |
|  | Tapuiasaurus macedoi                                                        |
|  |                                                                             |

|  | Isisaurus colberti   |
|  |                      |
|  | Tapuiasaurus macedoi |
|  |                      |

|  | Neuquensaurus australis |
|  |                         |
|  | Saltasaurus loricatus   |
|  |                         |

|  | Rapetosaurus krausei                                                        |
|  |                                                                             |
|  | \| \| Isisaurus colberti \| \| \| \| \| \| Tapuiasaurus macedoi \| \| \| \| |
|  |                                                                             |
|  | Isisaurus colberti                                                          |
|  |                                                                             |
|  | Tapuiasaurus macedoi                                                        |
|  |                                                                             |

|  | Isisaurus colberti   |
|  |                      |
|  | Tapuiasaurus macedoi |
|  |                      |

|  | Neuquensaurus australis |
|  |                         |
|  | Saltasaurus loricatus   |
|  |                         |

|  | Rapetosaurus krausei                                                        |
|  |                                                                             |
|  | \| \| Isisaurus colberti \| \| \| \| \| \| Tapuiasaurus macedoi \| \| \| \| |
|  |                                                                             |
|  | Isisaurus colberti                                                          |
|  |                                                                             |
|  | Tapuiasaurus macedoi                                                        |
|  |                                                                             |

|  | Isisaurus colberti   |
|  |                      |
|  | Tapuiasaurus macedoi |
|  |                      |

## Levenswijze
De concentratie van fossielen, in één incident afgezet, is gezien als een aanwijzing voor het leven in kudden.
In 2017 werden osteodermen, pantserplaten, van de vindplaats beschreven. Titanosauria zijn de enige sauropoden bij welke de aanwezigheid van osteodermen is aangetoond. De meeste hebben intern sponsachtig bot en een centraal aderkanaal. Bij sommige exemplaren echter, van verschillende grootte, is dat bot kennelijk geresorbeerd zodat grote uithollingen ontstaan. Naast de uithollingen liggen grote aderkanalen. De beschrijvers verklaarden dit door aan te nemen dat wijfjes calcium aan de osteodermen onttrokken voor de eierleg.